# U-365 (tàu ngầm Đức)
U-365 là một tàu ngầm tấn công  Lớp Type VII thuộc phân lớp Type VIIC được Hải quân Đức Quốc Xã chế tạo trong Chiến tranh Thế giới thứ hai. Nhập biên chế năm 1943, nó đã thực hiện được tổng cộng tám chuyến tuần tra tại vùng biển Bắc Cực, đánh chìm được một tàu buôn tải trọng 7.540 GRT cùng ba tàu chiến với tổng tải trọng 1.355 tấn, đồng thời gây hư hại cho một tàu chiến khác tải trọng 1.710 tấn. Trong chuyến tuần tra cuối cùng, U-365 bị các máy bay ném bom-ngư lôi Fairey Swordfish xuất phát từ tàu sân bay hộ tống HMS Campania của Hải quân Hoàng gia Anh đánh chìm gần quần đảo Lofoten, Na Uy vào ngày 13 tháng 12, 1944.

## Thiết kế và chế tạo

### Thiết kế

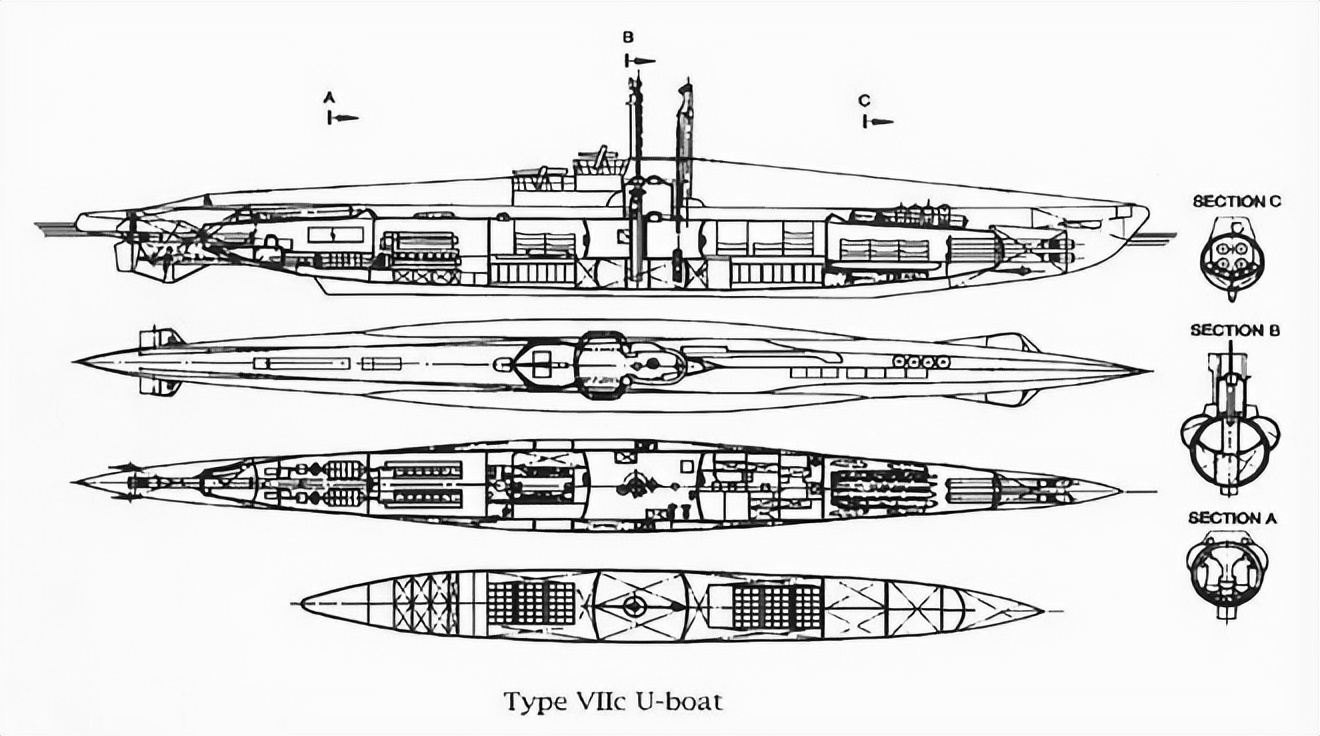
Sơ đồ các mặt cắt một tàu ngầm Type VIIC

Phân lớp VIIC của Tàu ngầm Type VII là một phiên bản VIIB được kéo dài thêm. Chúng có trọng lượng choán nước 769 t (757 tấn Anh) khi nổi và 871 t (857 tấn Anh) khi lặn). Con tàu có chiều dài chung 67,10 m (220 ft 2 in), lớp vỏ trong chịu áp lực dài 50,50 m (165 ft 8 in), mạn tàu rộng 6,20 m (20 ft 4 in), chiều cao 9,60 m (31 ft 6 in) và mớn nước 4,74 m (15 ft 7 in).
Chúng trang bị hai động cơ diesel Germaniawerft F46 siêu tăng áp 6-xy lanh 4 thì, tổng công suất 2.800–3.200 PS (2.100–2.400 kW; 2.800–3.200 bhp), dẫn động hai trục chân vịt đường kính 1,23 m (4,0 ft), cho phép đạt tốc độ tối đa 17,7 kn (32,8 km/h), và tầm hoạt động tối đa 8.500 nmi (15.700 km) khi đi tốc độ đường trường 10 kn (19 km/h). Khi đi ngầm dưới nước, chúng sử dụng hai động cơ/máy phát điện AEG GU 460/8-276 tổng công suất 750 PS (550 kW; 740 shp). Tốc độ tối đa khi lặn là 7,6 kn (14,1 km/h), và tầm hoạt động 80 nmi (150 km) ở tốc độ 4 kn (7,4 km/h). Con tàu có khả năng lặn sâu đến 230 m (750 ft).
Vũ khí trang bị có năm ống phóng ngư lôi 53,3 cm (21 in), bao gồm bốn ống trước mũi và một ống phía đuôi, và mang theo tổng cộng 14 quả ngư lôi, hoặc tối đa 22 quả thủy lôi TMA, hoặc 33 quả TMB. Tàu ngầm Type VIIC bố trí một hải pháo 8,8 cm SK C/35 cùng một pháo phòng không 2 cm (0,79 in) trên boong tàu. Thủy thủ đoàn bao gồm 4 sĩ quan và 40-56 thủy thủ.

### Chế tạo
U-365 được đặt hàng vào ngày 20 tháng 1, 1941, và được đặt lườn tại xưởng tàu của hãng Flensburger Schiffbau-Gesellschaft ở Flensburg vào ngày 21 tháng 4, 1942. Nó được hạ thủy vào ngày 9 tháng 3, 1943, và nhập biên chế cùng Hải quân Đức Quốc Xã vào ngày 8 tháng 6, 1943 dưới quyền chỉ huy của Hạm trưởng, Đại úy Hải quân Haimar Wedemeyer.

## Lịch sử hoạt động
Sau khi hoàn tất việc huấn luyện và chạy thử máy trong thành phần Chi hạm đội U-boat 5, U-365 được điều sang Chi hạm đội U-boat 9 để hoạt động trên tuyến đầu từ ngày 1 tháng 3, 1944, rồi lại được điều sang Chi hạm đội U-boat 13 từ ngày 9 tháng 6.

### Chuyến tuần tra thứ nhất, thứ hai và thứ ba
Sau khi chuyển căn cứ hoạt động từ cảng Kiel, Đức đến cảng Bergen, Na Uy trong tháng 2, 1944, U-365 thực hiện chuyến tuần tra đầu tiên trong chiến tranh từ ngày 26 tháng 3 đến ngày 5 tháng 4 và hoạt động tại khu vực Bắc Hải. Nó tiếp tục thực hiện các chuyến tuần tra tiếp theo tại cùng khu vực hoạt động này từ ngày 8 đến ngày 24 tháng 4, và từ ngày 1 tháng 5 đến ngày 21 tháng 5 Trong cả ba chuyến tuần tra, chiếc tàu ngầm đã không đánh chìm được mục tiêu nào.

### Chuyến tuần tra thứ tư
Xuất phát từ Skjomen vào ngày 23 tháng 6 cho chuyến tuần tra thứ tư, U-365 mở rộng phạm vi hoạt động ra biển Na Uy cho đến tận phía Đông đảo Jan Mayen. Tuy nhiên chiếc tàu ngầm tiếp tục kh5ng đánh chìm được mục tiêu nào, và quay trở về cảng Hammerfest vào ngày 22 tháng 7.

### Chuyến tuần tra thứ năm
Sau khi được điều động sang Chi hạm đội U-boat 13, U-365 xuất phát từ Hammerfest vào ngày 5 tháng 8 cho chuyến tuần tra thứ năm, và chuyển sang hoạt động trong biển Barents tại khu vực chung quanh quần đảo Novaya Zemlya, nơi nó ghi được những chiến công đầu tiên. Tại đây vào ngày 12 tháng 8, nó tấn công đoàn tàu vận tải Liên Xô BD 5 trong biển Kara, đánh chìm được chiếc tàu buôn Liên Xô Marina Raskova 7.540 GRT, cùng hai chiếc tàu quét mìn T-114 (625 tấn) và T-118 (625 tấn). Chiếc tàu ngầm kết thúc chuyến tuần tra và quay trở về Hammerfest vào ngày 25 tháng 8.

### Chuyến tuần tra thứ sáu và thứ bảy
U-365 có các chuyến đi ngắn giữa Hammerfest, Narvik và Bogenbucht trong tháng 8 và tháng 9 trước khi thực hiện chuyến tuần tra thứ sáu từ ngày 28 tháng 9 đến ngày 3 tháng 10, rồi xuất phát từ Tromsø cho chuyến tuần tra tiếp theo từ ngày 12 tháng 10 đến ngày 11 tháng 11. Do khu vực tuần tra được chỉ định cho chiếc tàu ngầm nằm ở vùng địa lý biệt lập, sự thận trọng của Đại úy Wedemeyer hạm trưởng, cùng các biện pháp chống ngầm của đối phương khá hiệu quả, U-365 không ghi thêm được chiến công nào trong hai chuyến tuần tra này. Đại úy Wedemeyer bị thay thế trong vai trò hạm trưởng U-365 bởi Trung úy Hải quân Diether Todenhagen, người từng chỉ huy rất thành công tàu ngầm U-48, vào ngày 18 tháng 11.

### Chuyến tuần tra thứ tám - Bị mất
U-365 xuất phát từ Kilbotn vào ngày 22 tháng 11 cho chuyến tuần tra thứ tám, cũng là chuyến cuối cùng. Sự thay đổi chỉ huy tỏ ra có hiệu quả, khi chiếc tàu ngầm vào ngày 6 tháng 12 đã phóng ngư lôi đánh chìm xuồng tuần tra Liên Xô BO-230 (105 tấn) gần đảo Kildin. Năm ngày sau đó 11 tháng 12, U-365 lại phóng ngư lôi tấn công Đoàn tàu RA 62 trong biển Barents về phía Bắc Na Uy, khiến tàu khu trục Anh HMS Cassandra (1.710 tấn) bị hư hại nặng và phải được kéo về căn cứ.
Tuy nhiên qua đợt tấn công, sự hiện diện của U-365 đã bị bộc lộ ở phía Đông đảo Jan Mayen và bị đối phương phát hiện. Chỉ hai ngày sau đó, chiếc tàu ngầm bị hai máy bay ném bom-ngư lôi Fairey Swordfish thuộc Liên đội 813 Không lực Hải quân Hoàng gia xuất phát từ tàu sân bay hộ tống HMS Campania thả mìn sâu đánh chìm gần quần đảo Lofoten, tại tọa độ 70°43′B 08°07′Đ / 70,717°B 8,117°Đ. Toàn bộ 50 thành viên thủy thủ đoàn của U-365 đều đã tử trận.

### "Bầy sói" tham gia
U-365 từng tham gia sáu bầy sói:
- Trutz (28 tháng 6 – 10 tháng 7, 1944)
- Greif (5 – 18 tháng 8, 1944)
- Zorn (29 tháng 9 – 1 tháng 10, 1944)
- Grimm (1 – 2 tháng 10, 1944)
- Panther (18 tháng 10 – 8 tháng 11, 1944)
- Stier (25 tháng 11 – 13 tháng 12, 1944)

### Tóm tắt chiến công
U-351 đã đánh chìm được tám tàu buôn tổng tải trọng 43.945 GRT và hai tàu chiến tổng tải trọng 22.947 tấn, đồng thời gây hư hại cho ba tàu buôn khác:
| Ngày              | Tên tàu        | Quốc tịch              | Tải trọng | Số phận      |
| ----------------- | -------------- | ---------------------- | --------- | ------------ |
| 12 tháng 8, 1944  | Marina Raskova | Soviet Union           | 7.540     | Bị đánh chìm |
| 12 tháng 8, 1944  | T-118          | Hải quân Liên Xô       | 625       | Bị đánh chìm |
| 12 tháng 8, 1944  | T-114          | Hải quân Liên Xô       | 625       | Bị đánh chìm |
| 6 tháng 12, 1944  | BO-230         | Hải quân Liên Xô       | 105       | Bị đánh chìm |
| 11 tháng 12, 1944 | HMS Cassandra  | Hải quân Hoàng gia Anh | 1.710     | Bị hư hại    |